# Lijst van nummer 1-hits in Zweden in 2015
Deze hits stonden in 2015 op nummer 1 in de Sverigetopplistan Single Top 60, de bekendste hitlijst in Zweden.
| Datum        | Artiest                              | Titel                           |
| ------------ | ------------------------------------ | ------------------------------- |
| 2 januari    | OMI                                  | Cheerleader (Felix Jaehn remix) |
| 9 januari    | Hozier                               | Take me to church               |
| 16 januari   | Hozier                               | Take me to church               |
| 23 januari   | Hozier                               | Take me to church               |
| 30 januari   | Ellie Goulding                       | Love me like you do             |
| 6 februari   | Ellie Goulding                       | Love me like you do             |
| 13 februari  | Ellie Goulding                       | Love me like you do             |
| 20 februari  | Ellie Goulding                       | Love me like you do             |
| 27 februari  | Ellie Goulding                       | Love me like you do             |
| 6 maart      | Rihanna, Kanye West & Paul McCartney | Fourfiveseconds                 |
| 13 maart     | Rihanna, Kanye West & Paul McCartney | Fourfiveseconds                 |
| 20 maart     | Måns Zelmerlöw                       | Heroes                          |
| 27 maart     | Måns Zelmerlow                       | Heroes                          |
| 3 april      | Kygo & Parson James                  | Stole the show                  |
| 10 april     | Kygo & Parson James                  | Stole the show                  |
| 17 april     | Wiz Khalifa & Charlie Puth           | See you again                   |
| 24 april     | Wiz Khalifa & Charlie Puth           | See you again                   |
| 1 mei        | Wiz Khalifa & Charlie Puth           | See you again                   |
| 8 mei        | Wiz Khalifa & Charlie Puth           | See you again                   |
| 15 mei       | Wiz Khalifa & Charlie Puth           | See you again                   |
| 22 mei       | Lost Frequencies                     | Are you with me                 |
| 29 mei       | Axel Wikner                          | Det draaar                      |
| 5 juni       | Avicii                               | Waiting for love                |
| 12 juni      | Avicii                               | Waiting for love                |
| 19 juni      | Avicii                               | Waiting for love                |
| 26 juni      | Axwell /\ Ingrosso                   | Sun is shining                  |
| 3 juli       | Axwell /\ Ingrosso                   | Sun is shining                  |
| 10 juli      | Axwell /\ Ingrosso                   | Sun is shining                  |
| 17 juli      | Axwell /\ Ingrosso                   | Sun is shining                  |
| 24 juli      | Zara Larsson                         | Lush life                       |
| 31 juli      | Zara Larsson                         | Lush life                       |
| 7 augustus   | Zara Larsson                         | Lush life                       |
| 14 augustus  | Zara Larsson                         | Lush life                       |
| 21 augustus  | Zara Larsson                         | Lush life                       |
| 28 augustus  | Badpojken                            | Johnny G (The guidetti song)    |
| 4 september  | Justin Bieber                        | What do you mean?               |
| 11 september | Justin Bieber                        | What do you mean?               |
| 18 september | Justin Bieber                        | What do you mean?               |
| 25 september | Zara Larsson & MNEK                  | Never Forget You                |
| 2 oktober    | Justin Bieber                        | What do you mean?               |
| 9 oktober    | Justin Bieber                        | What do you mean?               |
| 16 oktober   | Lukas Graham                         | 7 years                         |
| 23 oktober   | Lukas Graham                         | 7 years                         |
| 30 oktober   | Justin Bieber                        | Sorry                           |
| 6 november   | Adele                                | Hello                           |
| 13 november  | Adele                                | Hello                           |
| 20 november  | Justin Bieber                        | Love yourself                   |
| 27 november  | Justin Bieber                        | Love yourself                   |
| 4 december   | Justin Bieber                        | Love yourself                   |
| 11 december  | Justin Bieber                        | Love yourself                   |
| 18 december  | Justin Bieber                        | Love yourself                   |
| 25 december  | Alan Walker                          | Faded                           |